# Großsteingrab Udleire By 2
Das Großsteingrab Udleire By 2 war eine megalithische Grabanlage der jungsteinzeitlichen Nordgruppe der Trichterbecherkultur im Kirchspiel Ølstykke in der dänischen Kommune Egedal. Es wurde 1890 archäologisch untersucht und im späten 19. oder frühen 20. Jahrhundert zerstört.

## Lage
Das Grab lag im Norden von Ølstykke Stationby am Standort des heutigen Hauses Johannedalsvej 33. In der näheren Umgebung gibt bzw. gab es zahlreiche weitere megalithische Grabanlagen.

## Forschungsgeschichte
Im Jahr 1875 führten Mitarbeiter des Dänischen Nationalmuseums eine Dokumentation der Fundstelle durch. 1890 erfolgte eine Grabung unter Leitung von Sophus Müller. Bei einer weiteren Dokumentation im Jahr 1942 waren keine baulichen Überreste mehr auszumachen.

## Beschreibung

### Architektur
Die Anlage besaß eine längliche Hügelschüttung, die 1875 noch auf einer Länge von 41 m erhalten war; beide Enden waren bereits abgetragen. Die Breite betrug zwischen 6 m und 8 m und die Höhe 1,3 m. Von der Umfassung waren noch mehrere Steine erhalten, viele aber bereits entfernt. An der Außenseite eines Umfassungssteins befand sich eine Gruppe von Schälchen. Ein weiterer Umfassungsstein wies ein einzelnes Schälchen auf.
Der Hügel enthielt eine Grabkammer, die als Urdolmen anzusprechen ist. Sie war nord-südlich orientiert und hatte einen rechteckigen Grundriss. Sie hatte eine Länge von 1,9 m, eine Breite von 0,5 m und eine Höhe von 1,3 m. Die Kammer bestand aus vier nach innen geneigten Wandsteinen, der Deckstein fehlte 1890 bereits. Der Kammerboden bestand aus einer dicken Schicht Feuerstein-Grus. Darüber folgte eine dicke Kohleschicht. Die Kohle wurde einer Radiokohlenstoffdatierung unterzogen.

### Funde
Auf der Kohleschicht wurden die Reste eines Skeletts gefunden, das mit dem Kopf im Süden und den Füßen im Norden lag. Als Beigaben standen am Nordende der Kammer zwei Keramikgefäße, bei denen es sich um eine Kragenflasche und eine Ösenflasche handelte.